# Вапоризатор
Вапоризатор  — испаритель; аппарат, предназначенный для превращения водных растворов или иных веществ в пар; используется в косметологии при чистках, масках и в ароматерапии.
Приборы для аппаратной чистки лица паром также являются вапоризаторами. Состоит из бачка с электроподогревом, в котором образуется пар. Струя пара подается на любую часть тела в течение 10 — 20 минут в зависимости от типа кожи. В ряде аппаратов, помимо водяного пара, идет насыщение озоном, что способствует исчезновению болезнетворных микробов. Иногда употребляется, как синоним пульверизатора, например в парфюмерии.